# Condado de Limestone (Texas)
El condado de Limestone es uno de los 254 condados del estado norteamericano de Texas. La sede del condado es Groesbeck. El condado tiene un área de 2416 km²(de los cuales 62 km² están cubiertos por agua) y una población de 22051 habitantes, para una densidad de población de 9 hab/km² (según censo nacional de 2000). Este condado fue fundado en 1841.

## Demografía
Para el censo de 2000, había personas, 7.906 cabezas de familia, y 5.652 familias residiendo en el condado. La densidad de población era de 24 habitantes por milla cuadrada.
La composición racial del condado era:
- 70.75% blancos
- 19.07% negros o negros americanos
- 0.45% nativos americanos
- 0.12% asiáticos
- 0.01% isleños
- 8.10% otras razas
- 1.49% de dos o más razas.

Había 7.906 cabezas de familia, de las cuales el 32.00% tenían menores de 18 años viviendo con ellas, el 54.00% eran parejas casadas viviendo juntas, el 13.50% eran mujeres cabeza de familia monoparental (sin cónyuge), y 28.50% no eran familias.
El tamaño promedio de una familia era de 3 miembros.
En el condado el 25.40% de la población tenía menos de 18 años, el 9.10% tenía de 18 a 24 años, el 26.40% tenía de 25 a 44, el 22.70% de 45 a 64, y el 16.40% eran mayores de 65 años. La edad promedio era de 37 años. Por cada 100 mujeres había 103.20 hombres. Por cada 100 mujeres mayores de 18 años había 100.80 hombres.

### Evolución demográfica
A continuación se presenta una tabla que muestra la evolución de la población entre 1900 y 1990
| Año        | 1900   | 1910   | 1920   | 1930   | 1940   | 1950   | 1960   | 1970   | 1980   | 1990   |
| ---------- | ------ | ------ | ------ | ------ | ------ | ------ | ------ | ------ | ------ | ------ |
| Habitantes | 32 573 | 34 621 | 33 283 | 39 497 | 33 781 | 25 251 | 20 413 | 18 100 | 20 224 | 20 946 |

## Economía
Los ingresos medios de una cabeza de familia del condado eran de USD$29.366 y el ingreso medio familiar era de $36.924. Los hombres tenían unos ingresos medios de $28.069 frente a $18.893 de las mujeres. El ingreso per cápita del condado era de $14.352. El 14.40% de las familias y el 17.80% de la población estaban debajo de la línea de pobreza. Del total de gente en esta situación, 22.90% tenían menos de 18 y el 15.00% tenían 65 años o más.